# Olga Martincová
Olga Martincová (* 1945) je česká jazykovědkyně, bohemistka, lexikografka a neoložka.

## Profesní kariéra
Vystudovala český jazyk a pedagogiku na Filozofické fakultě Univerzity Karlovy v Praze. Poté působila jako lektorka češtiny na Varšavské univerzitě v Polsku a vyučovala na Pedagogické fakultě Univerzity Karlovy.
Od roku 1985 pracovala v Ústavu pro jazyk český Akademie věd ČR, přičemž po dobu deseti let (1993–2003) byla vedoucí lexikologicko-terminologického oddělení.
Mezi její hlavní zájmy patří neologie a neografie, slovotvorba, terminologie a ortografie. Vedla týmy, které zpracovaly slovníky neologismů Nová slova v češtině 1, 2, vydané v letech 1998 a 2004, či monografický sborník studií Neologizmy v dnešní češtině (2005).

## Publikace
- Problematika neologismů v současné spisovné češtině, 1975
- Materiály ke skladbě spisovné češtiny, 1984
- Malý slovník jazykovědných termínů, 1998, ISBN 80-86039-66-8, spolu s Radoslavou Brabcovou
- Nová slova v češtině – Slovník neologizmů, 1998, ISBN 80-200-0640-0, spolu s kolektivem autorů
- Nová slova v češtině 2 – Slovník neologizmů, 2004, ISBN 80-200-1168-4, spolu s kolektivem autorů
- Neologizmy v dnešní češtině, 2005, ISBN 80-86496-21-X, spolu s kolektivem autorů